# موکات‌لانگ
موکات‌لانگ (به لاتین: Mokhotlong) شهری در ناحیهٔ ناحیه موکات‌لانگ کشور لسوتو است. این شهر که مرکز ناحیه نیز به شمار می‌رود، در کوهستان‌های شمال‌شرقی کشور واقع شده‌است. این شهر اولین شهر اصلی با فرودگاه در مسیر جاده‌ای از آفریقای جنوبی به سمت پاس سان و نزدیک به کوه‌های مالوتی (یا دراکنزبرگ در آفریقای جنوبی) است.نام این شهر به زبان سِسوتو، زبان مردم لسوتو، به معنی "محل پرندهٔ گنجشک کچل" می‌باشد. یکی از جاذبه‌های مهم طبیعی در این منطقه، قله ثابانا نتلنیانا، بلندترین نقطه در آفریقای جنوبی، در موکات‌لانگ قرار دارد.